# Simarubovité

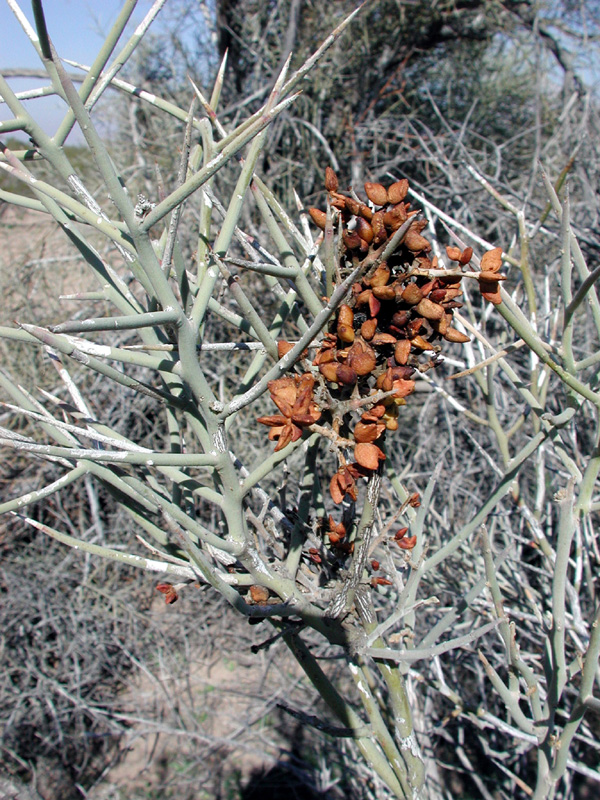
Rostlina s plody (Castela emoryi)

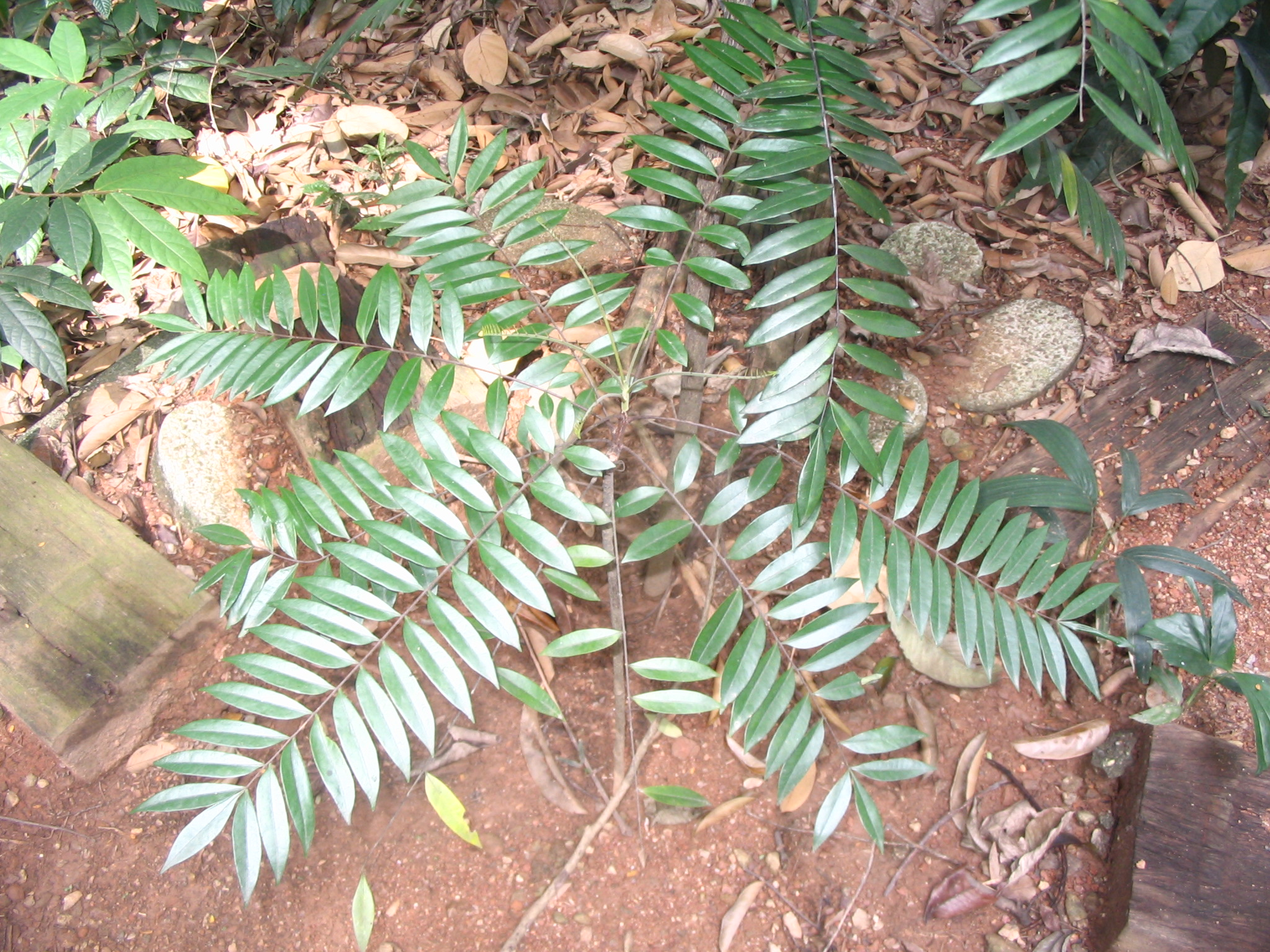
Mladý semenáček (Eurycoma longifolia)

Simarubovité (Simaroubaceae) je čeleď tropických stromů nebo keřů z řádu mýdelníkotvarých.

## Rozšíření
Simarubovité rostou v tropech, méně už v subtropech a mírném pásu na severní i jižní polokouli. Hlavní centra výskytu jsou v tropických oblastech Ameriky, Karibiku a západní Afriky. V České republice i v celé Evropě roste jediný nepůvodní druh pajasan žláznatý, který je světově nejrozšířenějším rodem této čeledě.

## Popis
Rostliny z čeledi simarubovité jsou stromy nebo keře bez pryskyřičných kanálků, převážně stále zelené, dvoudomé nebo jednodomé, často mají velmi hořkou kůru, dřevo i semena. Listy s palisty i bez jsou převážně střídavé, zpeřené nebo výjimečně jednoduché.
Květy jsou jednopohlavné nebo oboupohlavné, pravidelné. Bývají heterochlamydní i haplochlamydní. Gyneceum bývá apokarpní nebo synkarpní rostlé z 1 až 5 plodolistů, každý s 1 až 2 vajíčky, semeník je svrchní. Kalich je trubkovitý, obvykle 5 pětilaločný. korunních plátků bývá 5, jsou většinou volné, někdy srostlé do trubky a někdy zcela chybí, tyčinek umístěných ve dvou kruzích je stejný nebo dvojnásobný počet, stejně jako čnělek. Květy jsou uspořádány do jsou úžlabních nebo terminálních květenství, která jsou hroznatá, latnatá nebo s  vidlanovými vrcholíky.
Plody jsou tobolky, bobule, peckovice nebo nažka.

## Využití
Dřevo z některých druhý rostlin z čeledě simarubovitých, např. Quassia a Picrasma je zdrojem hořčin, např. kvasinu, pikrasminu a neokvasinu. Jsou to triterpenové neglykosidické sloučeniny s částečným i insekticidním a amoebocidním účinkem. Číslo hořkosti těchto dřev se pohybuje od 40 000 do 50 000 (1 gram látky rozpuštěné ve 40 000 až 50 000 ml vody ještě vyvolá hořkou chuť). Těchto hořčin se však smí používat jen k ochucování nápojů a pekařských výrobků.
Odvar z kůry některých druhů rodů Picrasma, Quassia a Simaba se používá v tropické Americe jako lék proti malárii a semena rodu Brucea v jihovýchodní Asii k léčbě úplavice.

## Zástupci
- brucea (Brucea)
- hořčina (Picrasma)
- hořkoň (Quassia)
- kastela (Castela)
- leitnérie (Leitneria)
- pajasan (Ailanthus)
- simaruba (Simarouba)[7]

## Taxonomie
Vědecké náhledy na rody příslušející do čeledě simarubovité se vyvíjejí, bývá uváděno číslo 20 až 35 rodů. Zde je jedna z věrohodných možností:
- Ailanthus Desf., 1788
- Amaroria A. Gray, 1854
- Brucea J. F. Mill., 1779
- Castela Turpin, 1806
- Eurycoma Jack, 1822
- Gymnostemon Aubrév. et Pellegr., 1962
- Hannoa Planch., 1846
- Iridosma Aubrév. & Pellegr., 1962
- Laumoniera Noot., 1987
- Leitneria Chapm., 1860
- Nothospondias Engl., 1905
- Odyendea Pierre ex Engl., 1896
- Perriera Courchet, 1905
- Picrasma Blume, 1825
- Picrolemma Hook. f., 1862
- Pierreodendron Engl., 1907
- Quassia L., 1762
- Samadera Gaertn., 1791
- Simaba Aubl., 1775
- Simarouba Aubl., 1775
- Soulamea Lam., 1783 [8]